# Футбольна культура

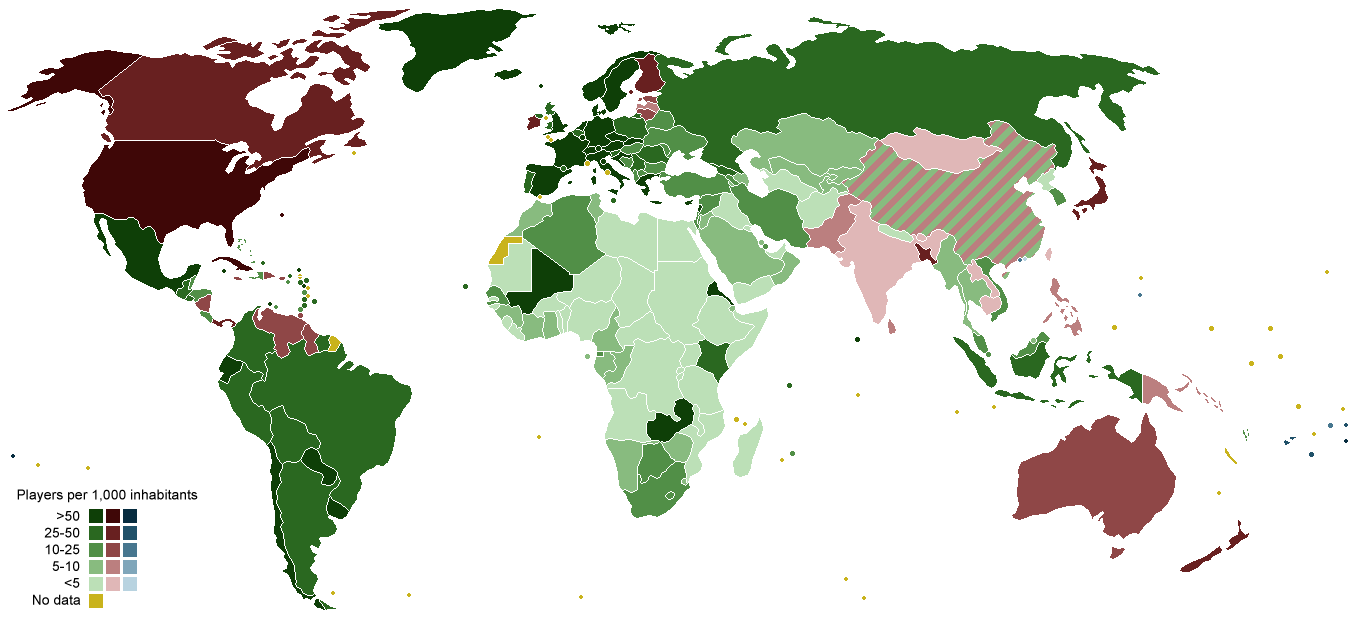
Зеленим позначено країни, де футбол — найпопулярніший вид спорту

Футбол — найпопулярніший вид спорту у світі. Чемпіонат світу з футболу — спортивний турнір з найбільшою телеаудиторією (навіть більшою, ніж Літні Олімпійські ігри), а всесвітня футбольна федерація ФІФА має 209 членів, що більше, ніж в ООН (193).
Серед останніх Пап Римських двоє були активними футбольними вболівальниками: Іван Павло II (Кароль Войтила) багато років ходив на матчі «Краковії», коли мешкав у Кракові, а Франциск (Хорхе Маріо Берґольйо) навіть має картку «сосіо» (члена клубу, який щорічно сплачує внески) футбольного клубу «Сан-Лоренсо».

## Вболівальники

### Пісні та кричалки
Футбольні вболівальники використовують кричалки, гасла та пісні, щоб підтримати свою команду, або образити суперника. Деякі пісні виникли стихійно, а деякі запозичили мелодії з популярних творів. Так, багато клубів використовує мелодії з пісень «When the Saints Go Marching In», «Yellow Submarine» та інших. Слова та мелодія пісні «You'll Never Walk Alone» стали невід'ємною частиною фан-культури таких клубів, як «Ліверпуль», «Селтік» і «Боруссія» (Дортмунд).
В Україні такі гасла як «Спасибо жителям Донбасса» і «Путін — *йло!» набули популярності завдяки відповідним кричалкам футбольних фанатів.

### Типи вболівальників

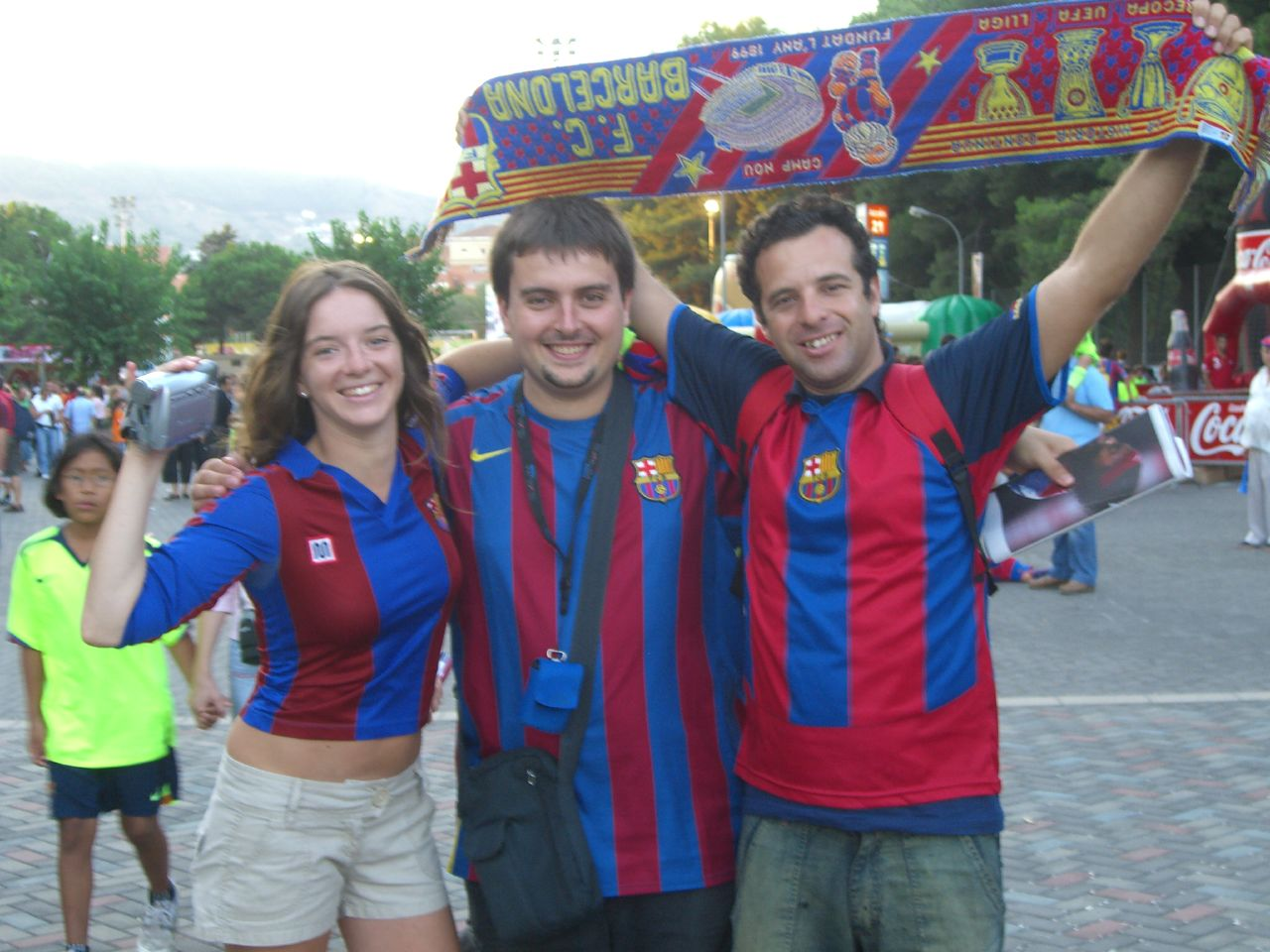
Клубна футболка та шалик — традиційні атрибути вболівальника

Найактивніші вболівальники, зазвичай, об'єднуються в офіційні чи неофіційні групи для злагодженої підтримки команди як на стадіоні, так і за його межами. У більшості європейських країн футбольних фанатів називають «ультрас» (ultras), у Великій Британії й англомовних країнах Північної Америки та Океанії — supporters, supporters' groups, в іспаномовній частині Латинській Америці — «барра брава» або «інчада» (barra brava, hinchada), у Бразилії — «торсида» (torcida). На стадіоні вони гуртуються на певних секторах, одягнуті в клубну атрибутику та співають пісень на підтримку клубу.
У XXI сторіччі, завдяки розвитку Інтернету та комерції актуальним став ще такий тип уболівальників як «ґлорігантер» — фан, який підтримує команду через її популярність, успішність або через тренд чи моду, а після невдалого періоду команди починає вболівати за іншу, успішнішу.

### Хуліганізм
Футбольні хулігани — особи, які порушують громадський порядок і влаштовують бійки, обґрунтовуючи свої дії футбольними симпатіями. Як масове явище ця проблема виникла в Англії в 1960-х, а наприкінці 1970-х — початку 1980-х вона набрала загальноєвропейського розмаху. Під час виїзних матчів хулігани англійських клубів, зазвичай під впливом алкоголю, влаштовували погроми та побоїща у містах, куди приїжджали підтримувати свій клуб.

#### Трагедії на «Ейзелі» та «Гіллсборо»
Поліція та влада не мали системного підходу до боротьби з хуліганами. Його вироблено аж після трагічних подій 1985 року на бельгійському стадіоні «Ейзель», де у фіналі Кубка Європейських Чемпіонів за участю «Ліверпуля» через безлади та обвал трибуни загинуло 39 уболівальників, та тисняви на шеффілдському стадіоні «Гіллсборо» 15 квітня 1989 року, де загинуло 96 ліверпульських уболівальників. Велика Британія пережила шок, деякий час люди боялися ходити на стадіони. Британська влада та футбольні діячі зробили багато кроків для боротьби з хуліганізмом і заради покращення комфорту на стадіонах. Згодом їхній досвід перейняли інші країни.

### Суперництво
Терміном «дербі» називають принципове протистояння двох команд, які розташовані в одному місті, регіоні чи країні. Історично найзапеклішими з дербі є поєдинки команд з того самого міста. Типові приклади: «Олд Фірм» («Рейнджерс» — «Селтік»), московське дербі («Спартак» — ЦСКА), міланське дербі («Інтер» — «Мілан»), дербі Кракова («Вісла» — «Краковія»), рурське дербі («Боруссія» Дортмунд — «Шальке»), аргентинське «Суперкласіко» («Бока Хуніорс» — «Рівер Плейт») чи північне лондонське дербі («Арсенал» — «Тоттенгем»).
Кожна команда має свої традиції, які часто залежать як від історії всієї держави, так і від конкретного регіону, де знаходиться клуб. Інколи поділ між фанами команд є навіть ідеологічний. Так, у протистояннях «Лаціо» — «Рома» і «Гамбурґ» — «Санкт-Паулі» фанати «Лаціо» та «Гамбурга» традиційно представляли крайні праві погляди. Уболівальники «Еспаньйола» меншою мірою підтримують незалежність Каталонії, ніж прихильники «Барселони», а в Ґлазґо вболівальники довгий час були поділені за релігійною ознакою, бо «Селтік» історично підтримували католики, а «Рейнджерс» — протестанти.

## Стадіони
Уболівальники, зазвичай, підтримують команду з рідного міста чи регіону. Так, наприклад, опитування та аналіз твітів у Лондоні показують, що футбольні фани підтримують переважно ту команду, в «чийому» районі мешкають, а відповідні райони розташовані навколо домашнього стадіону.
Колись для гри у футбол було достатньо футбольного поля, трибун у вигляді дерев'яних лавок і відкритих терас із місцями для стояння. Зараз вимоги до стадіонів для проведення футбольних змагань зросли й включають, наприклад, такі характеристики як: кількість місць на трибунах, кількість індивідуальних місць (сидінь), турнікети, штучний підігрів поля, штучне освітлення, місця для преси та прес-зал, майданчики для телевізійного обладнання тощо.
В економічно розвинутих країнах футбол став прибутковим бізнесом, значну роль у якому відіграє стадіон і кількість уболівальників на домашніх іграх. Багаті клуби вкладають гроші в реконструкцію старих та побудову нових арен, щоб продати більше квитків, або підвищити ціну на квитки завдяки комфортнішим умовам на стадіоні. Як показало дослідження бюджетів 20 найбагатших клубів Європи за підсумками сезону 2013/14, прибутки від продажу квитків і атрибутики становлять від 10% до 33% усього доходу клубів.
Найвищий показник у світі за середньою кількістю глядачів на домашніх матчах посідає німецька Бундесліга — понад 43 тисячі фанів на кожній грі. Також Бундесліга має найбільшу середню місткість стадіону серед головних ліг — у середньому 47 тисяч місць.

## Футбол як релігія
Деякі вболівальники, які протягом десятиліть ходять на ігри улюбленого клубу, готові бути з ним і після смерті. Такі футбольні клуби як «Корінтіанс» , «Шальке 04», «Гамбурґ» чи «Бока Джуніорс»   уже відкрили цвинтарі для своїх фанатів. Клуб дбає про могили клієнтів на цвинтарі, який прикрашений у клубні кольори.
Дієго Марадона зараз є богом для групи аргентинців з міста Росаріо, які створили відповідну релігійну секту у 2001-2002 роках. Члени цієї організації поклоняються йому й відзначають два найбільші свята: «Різдво», тобто 30 жовтня, день народження Марадони, та 22 червня, коли трапилася «Рука Бога» — гол рукою у ворота англійців на чемпіонаті світу 1986 року. Літочислення ведеться від 30 жовтня 1960 року, коли народився Дієго. Вже в перші роки на святкування марадоніанського Різдва приходило понад 400 осіб, які співали пісні на його честь свого кумира. Серед Десяти заповідей є такі як: «Люби футбол понад усе»; «Захищай кольори Аргентини, шануй людей»; «Дай друге ім'я Дієго своїй дитині».